# Michel Vion
Michel Vion (* 22. Oktober 1959 in Moûtiers) ist ein ehemaliger französischer Skirennläufer.
Ohne vorher einen einzigen Sieg im Skiweltcup errungen zu haben, gewann Michel Vion bei den Alpinen Skiweltmeisterschaften 1982 in Schladming die Goldmedaille in der Alpinen Kombination vor dem Schweizer Peter Lüscher.
Seinen einzigen Sieg im Weltcup erreichte Vion erst 1985, als er die Kombinationswertung des Lauberhornrennens in Wengen gewann. Michel Vion war französischer Meister 1978 im Riesenslalom, 1979 im Parallelslalom und gewann den Meistertitel in der Abfahrt 1981 und 1984.
Seit dem 26. Juni 2010 ist Vion Präsident des Französischen Skiverbandes (Fédération Française de Ski).